# Відчай

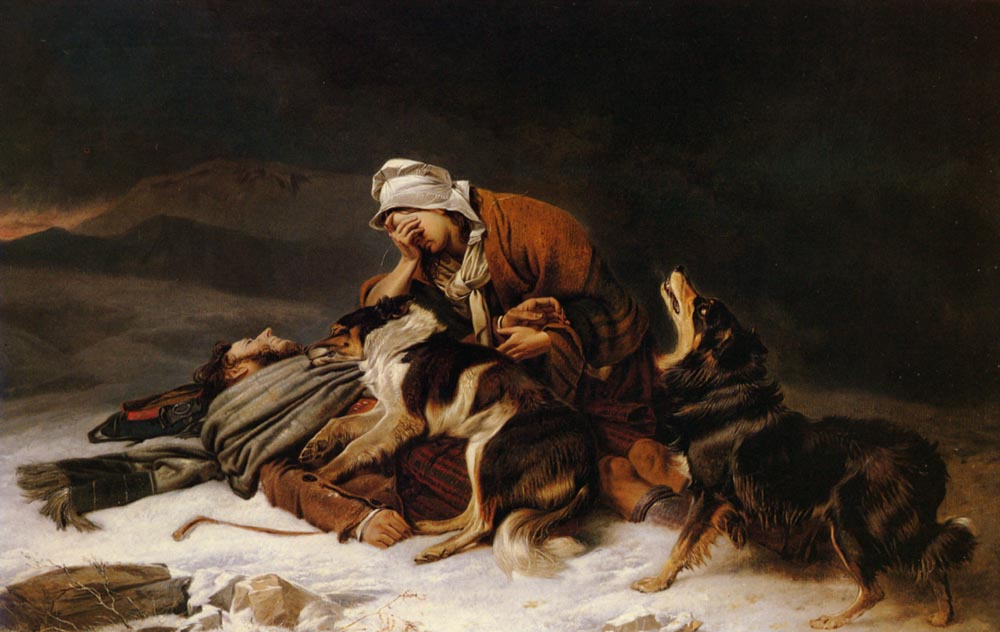
Річард Ансделл, Втрачений в Бурі

Ві́дчай, або ро́зпач — почуття сильного душевного болю, безнадійності, безвихідності. Це недуга душі без надії на кращу долю, або зневір'я в опановуванні якимось добром чи в уникненні якогось зла. Розпач необхідно збуджувати тоді, коли він принесе нам якусь користь, тобто, коли надія, протилежна розпачеві, шкідлива для нас, і ще тоді, коли відчай повинен привести до кращого.

## Причини, що породжують відчай
Причини, які породжують розпач, такі: по-перше, можуть бути ці ж самі причини, які викликають смуток або страх, бо під впливом таких почуттів люди схильні до відчаю. По-друге, це означає, що немає жодної надії: нещастя близьке, а добро далеке, безсилля своє і могутність ворогів, є приклади інших, у яких в таких самих випадках був нещасливий кінець.
Усе те, що викликає страх, сприяє водночас і збудженню відчаю. Ці почуття близькі, тому впадати в розпач є не що інше, як надмірно боятись. Та найбільш з усього тут є труднощі в досягненні добра та у відверненні зла.

## Засоби стримання відчаю
Засоби стримання розпачу та страху однакові, бо не може бути розпачу, коли усунено страх, і навпаки. Отже, по-перше, треба збудити надію. По-друге, необхідно розповісти про даремний страх, тому що нас часто лякає те, що не повинно лякати, як, наприклад, Сенека каже до Луцілія: «Щобільше, що нас лякає, ніж того, що стримує страх, і ми частіше стурбовані уявою про щось, ніж дійсною річчю». По-третє, скажи, що не трапиться це лихо, яке приносить страх, і це необхідно підтвердити вагомими доказами, відхиляючи те, що наводить страх. По-четверте, треба пообіцяти божу допомогу. Цицерон (промова 2 проти Катіліни[джерело?]) говорить так: «Тим треба дати настанови, щоб не втрачали надії, що безсмертні боги прийдуть негайно на допомогу цьому непереможному народові, цій прекрасній державі, цьому найкрасивішому місту проти такої великої сили наявного злочину». По-п'яте, треба похвалити хоробрість, завдяки якій зневажливо ставляться до всіх небезпек, і це варто перебільшити. Про це читаємо в Горація (Оди, III, 3): «Справедливого і стійкого в задуманому мужа ані запал громадян, які наказують нерозумні речі, ані обличчя настирливого тирана не зворушать його постійної думки, ані також Аустр 74, бурхливий володар неспокійну Адріатику, ані жорстока рука Юпітера — громовержця: якщо валиться зруйнований світ, то загине він, непереляканий, під руїнами».

## Приклади збудження страху та відчаю
Приклади збудження страху та розпачу знаходите то тут, то там в промовах істориків, як, наприклад, у Тіта Лівія (XXI, 13), в промові Алорка 75 до сагунтинців і в XXIII промові консула Варрона 76, а також у третій промові проти Катіліни Цицерона і майже у всій проти Рулла «Про аграрний закон» і ін.